# Saison 3 de The Cleveland Show
Chronologie
Saison 2 Saison 4
La troisième saison de The Cleveland Show a été diffusée pour la première fois aux États-Unis sur la Fox entre le 25 septembre 2011 et le 20 mai 2012.
En France, elle est diffusée sur France Ô entre le 13 juillet et le 10 août 2012.

## Épisodes
| No. | #  | Titre                                               | Réalisation        | Scénario                       | Date de diffusion | Date de diffusion | Audience |
| --- | -- | --------------------------------------------------- | ------------------ | ------------------------------ | ----------------- | ----------------- | -------- |
| 44  | 1  | Étroite Amitié BFFs                                 | Steve Robertson    | Kirker Butler                  | 25 septembre 2011 | 13 juillet 2012   | 6,13     |
|     |    |                                                     |                    |                                |                   |                   |          |
| 45  | 2  | L'Ouragan Hurricane!                                | Ron Rubio          | Kirker Butler                  | 2 octobre 2011    | 13 juillet 2012   | 5,56     |
|     |    |                                                     |                    |                                |                   |                   |          |
| 46  | 3  | La Nuit des citrouilles A Nightmare on Grace Street | Phil Allora        | Jonathan Green et Gabe Miller  | 30 octobre 2011   | 13 juillet 2012   | 4,66     |
|     |    |                                                     |                    |                                |                   |                   |          |
| 47  | 4  | Jour de sèche Skip Day                              | Jack Perkins       | Dave Jeser et Matt Silverstein | 20 novembre 2011  | 13 juillet 2012   | 3,86     |
|     |    |                                                     |                    |                                |                   |                   |          |
| 48  | 5  | Yémen par large Yemen Party                         | Seung-Woo Cha      | Julius Sharpe                  | 27 novembre 2011  | 13 juillet 2012   | 3,67     |
|     |    |                                                     |                    |                                |                   |                   |          |
| 49  | 6  | Un corps de rêve Sex and the Biddy                  | Ron Rubio          | Aseem Batra                    | 4 décembre 2011   | 20 juillet 2012   | 5,47     |
|     |    |                                                     |                    |                                |                   |                   |          |
| 50  | 7  | Piège de cristal Die Semi-Hard                      | Seung-Woo Cha      | John Viener                    | 11 décembre 2011  | 20 juillet 2012   | 5,07     |
|     |    |                                                     |                    |                                |                   |                   |          |
| 51  | 8  | Toi aussi, junior Y Tu Junior Tambien               | Jack Perkins       | Aaron Lee                      | 8 janvier 2012    | 20 juillet 2012   | 4,48     |
|     |    |                                                     |                    |                                |                   |                   |          |
| 53  | 10 | Dance avec les Stools Dancing with the Stools       | Anthony Argusa     | Matt Murray                    | 12 février 2012   | 20 juillet 2012   | 2,72     |
|     |    |                                                     |                    |                                |                   |                   |          |
| 54  | 11 | Porque et Bean Brown Magic                          | Anthony Agrusa     | Chadd Gindin                   | 19 février 2012   | 27 juillet 2012   | 2,61     |
|     |    |                                                     |                    |                                |                   |                   |          |
| 55  | 12 | Dialogue de sourds 'Til Deaf                        | Oreste Canestrelli | Aaron Lee                      | 4 mars 2012       | 27 juillet 2012   | 3,11     |
|     |    |                                                     |                    |                                |                   |                   |          |
| 56  | 13 | Speedy Cleveland Das Shrimp Boot                    | Oreste Canestrelli | John Viener                    | 11 mars 2012      | 27 juillet 2012   | 3,35     |
|     |    |                                                     |                    |                                |                   |                   |          |
| 57  | 14 | Folies paternelles March Dadness                    | Ian Graham         | Jonathan Green et Gabe Miller  | 18 mars 2012      | 27 juillet 2012   | 3,22     |
|     |    |                                                     |                    |                                |                   |                   |          |
| 58  | 15 | Noir ou Blanc The Men in Me                         | Steve Robertson    | Clarence Livingston            | 25 mars 2012      | 27 juillet 2012   | 3,12     |
|     |    |                                                     |                    |                                |                   |                   |          |
| 59  | 16 | Attaque frappée Frapp Attack!                       | Phil Allora        | Kevin Biggins et Travis Bowe   | 1er avril 2012    | 3 août 2012       | 2,87     |
|     |    |                                                     |                    |                                |                   |                   |          |
| 60  | 17 | L'Arroseur arrosé American Prankster                | Seung-Woo Cha      | Bill Oakley                    | 15 avril 2012     | 3 août 2012       | 4,34     |
|     |    |                                                     |                    |                                |                   |                   |          |
| 61  | 18 | Grosse Moustache du campus B.M.O.C.                 | Steve Robertson    | Kirker Butler                  | 29 avril 2012     | 3 août 2012       | 3,12     |
|     |    |                                                     |                    |                                |                   |                   |          |
| 62  | 19 | Pas très catholique Jesus Walks                     | Phil Allora        | Kirker Butler                  | 29 avril 2012     | 3 août 2012       | 4,06     |
|     |    |                                                     |                    |                                |                   |                   |          |
| 63  | 20 | L'Homme-toilettes Flush of Genius                   | Jack Perkins       | Aaron Lee                      | 6 mai 2012        | 3 août 2012       | 3,11     |
|     |    |                                                     |                    |                                |                   |                   |          |
| 64  | 21 | Le Retrouveur Mama Drama                            | Anthony Agrusa     | Chadd Gindin                   | 13 mai 2012       | 10 août 2012      | 2,79     |
|     |    |                                                     |                    |                                |                   |                   |          |
| 65  | 22 | Gros Bide Burger All You Can Eat                    | Ian Graham         | Aseem Batra et Bill Oakley     | 20 mai 2012       | 10 août 2012      | 3,01     |
|     |    |                                                     |                    |                                |                   |                   |          |